# Umberto Scarpelli
Umberto Scarpelli (* 25. Mai 1904 in Orvieto; † 15. Mai 1980 in Rom) war ein italienischer Filmregisseur.

## Leben
Scarpelli war bei zahlreichen Filmen der 1930er und zu Beginn der 1940er Jahre Regieassistent und Produktionsleiter (u. a. für Roberto Rossellini und Vittorio De Sica), bis er selbst bei etlichen Werken den Regiestuhl einnahm. Bemerkenswert unter seinen wenigen Filmen sind Vom Landpfarrer zum Papst (Gli uomini non guardano il cielo), eine Biografie Papst Pius X., zu dem er mit Ettore Margadonna auch das Drehbuch schrieb, und der atmosphärisch dichte, frühe Fantasy-Film Der Untergang von Metropolis.

## Filmografie (Auswahl)
- 1952: Vom Landpfarrer zum Papst (Gli uomini non guardano il cielo)
- 1960: David und Goliath (David e Golia) (Drehbuch)
- 1960: Die Spur führt nach Caracas (Le schiave bianche)
- 1961: Der Untergang von Metropolis (Il gigante di Metropolis)